# 미카타가하라 전투
미카타가하라 전투(일본어: 三方ヶ原の戦い)는 일본 센고쿠 시대의 전투로, 겐키 3년 음력 12월 22일(1573년 1월 25일)에 도토미국의 미카타가하라(현 시즈오카현 하마마쓰시)에서 다케다 신겐이 이끄는 2만 7천의 군세와 도쿠가와 이에야스가 이끄는 1만 1천의 군세(그 중 오다 노부나가의 원군 3천 포함) 사이에 벌어진 전투이다.
다케다 신겐의 상락 작전 도중에 벌어진 전투로, 도쿠가와 이에야스의 역사적인 대참패이자, 유일한 패전으로 유명하다.

## 전투의 경위

### 배경
센고쿠 시대에 가이의 다케다 가문은 시나노를 침공하여 영지를 확대하며 에치고의 우에스기 가문과 대립하였으나, 에이로쿠 4년의 가와나카지마 전투를 계기로 방침을 전환하여 그때까지 동맹국이던 스루가의 이마가와 가문에 침공을 개시하였다. 또한, 오케하자마 전투에서 이마가와 가문의 당주 이마가와 요시모토가 오와리의 오다 노부나가에게 패사하자, 이마가와 가문에 신종하고 있던 미카와의 마쓰다이라 모토야스(松平元康, 후의 도쿠가와 이에야스)는 오다 가문과 동맹을 맺고 독립하였다,
스루가에 침공한 다케다 가문은 스루가에서 미카와의 도쿠가와 씨와 이마가와 가문의 동맹국이었던 사가미의 호조 가문에게 협공 당하는 형세가 되었다. 이윽고 다케다 가문은 호조 가문을 격퇴하고 스루가를 확보하여, 도쿠가와 가문의 영지인 미카와·도토미 방면으로 침공을 개시하였다. 다케다 가문의 침공에 대해 도쿠가와 가문은 동맹국 오다 가문의 후원을 받으며 대항하여, 도카이도 지역에서는 오다·도쿠가와 연합군과 다케다군의 대결 구도가 성립하게 되었다.
겐키 원년(1571년), 무로마치 막부 제 15대 쇼군 아시카가 요시아키가 오다 노부나가 토벌령을 발령하고(제 1차 노부나가 포위망), 다케다 신겐은 이에 응하는 형태로 겐키 2년에 도쿠가와 가문의 영지인 도토미·미카와에 대규모 침공을 감행하였다(단, 이 때까지는 다케다 가문과 오다 가문이 동맹 관계를 유지하고 있었기 때문에 오다 가문은 도쿠가와 가문에게 원군을 보내지 않았다). 같은 해 말에는 호조 우지야스의 죽음을 계기로 호조 가문과 다케다 가문이 화의를 맺어 고소 동맹이 부활함에 따라 후방의 안전을 확보하게 된 신겐은 다음해 겐키 3년에 상락 작전을 개시한다.

### 신겐의 상락 작전
겐키 3년(1572년), 다케다 신겐은 병력을 셋으로 나누어, 도토미국·미카와국·미노국에 동시 침공 작전을 감행하였다.
- 야마가타 마사카게(山県昌景) 군세 5천명. 9월 29일, 시나노국 스와(諏訪)에서 동 미카와로 침공, 도쿠가와 가문의 지성을 차례로 공략하며 남진하여 동 미카와의 주요 거점인 나가시노성(長篠城)을 공략한 후 도토미 국으로 진입.
- 야키야마 노부토모(秋山信友) 군세 5천명. 야마가타 군세와 거의 동시에 거성 다카토 성(高遠城)에서 동미노에 침공. 오다 가문의 주요 거점 이와무라 성(岩村城)을 포위하여 11월 초순 경 낙성.
- 다케다 신겐의 본대 2만 2천명(호조 가문의 원군 2천명 포함). 10월 3일, 고후(甲府)에서 출진하여, 야마가타 군처럼 스와로 우회한 뒤, 아오쿠즈레 고개(青崩峠)를 넘어 도토미 국으로 침공. 이누이성(犬居城)에서 군사를 나누어 바바 노부하루(馬場信春)가 이끄는 5천의 별동대에게 서쪽의 다다라이 성(只来城)을 공략하게 하고, 본대는 남진하여 요충지 후타마타성(二俣城)으로 향한다.

총합 3만여의 군세는 당시 다케다 가문의 최대 동원 병력으로, 그야말로 총력전이었다. 다케다 군은 무서운 기세로 침공하여 원래 작은 지성 하나를 낙성시키는데도 수 주일이 걸리는 것이 보통이지만, 단 며칠만에 성을 줄줄이 낙성시켰다. 한편, 도쿠가와 가문의 최대 동원 병력은 1만 5천명에 불과했는데, 그것도 야마가타 부대의 미카와 침공을 방어하기 위해 병력이 나뉘어 도토미 방위에는 실제로 8천여명 정도밖에 동원할 수 없었다. 더욱이 동맹인 오다 가문은 노부나가 포위망에 따른 긴키 각지의 반란 진압으로 여유가 없어, 자신의 이와무라 성에도 제대로 원군을 보내지 못하고 있는 상황이어서, 결과적으로 도쿠가와 측에 원군을 보낼 수 있게 된 것은 12월이 지난 뒤였다. 이러한 상황으로 도쿠가와 군은 다케다 군의 기동력과 세 방향 동시 침공 앞에서 속수무책으로 당하고 있었다.

### 히토코토자카 전투·후타마타성 전투
10월 13일에 다다라이성을 함락시킨 바바 노부후사 부대는 도쿠가와 가문의 본성 하마마쓰성과 지성 가케가와성·다카텐진성을 잇는 요충지 후타마타성을 포위하였고, 신겐이 이끄는 본대도 후타마타 성으로 진군하였다. 10월 14일, 이에야스는 후타마타성의 함락을 막고자 일단 다케다 군의 동향을 살피기 위하여 군을 이끌고 정찰에 나서나, 다케다 본대와 조우하여 히토코토자카에서 패주하였다(히토코토자카 전투(一言坂の戦い)).
10월 16일에는 다케다 본대도 포위에 가세하여 후타마타 성에 항복을 권고하였다. 후타마타 성의 수비병은 1,200명에 불과하였으나 성 측에서는 항복 권고를 거절하였고, 이에 10월 18일부터 다케다 군이 공격을 개시하였다. 11월 초순에는 야마가타 부대도 성 포위에 가세한데다 성의 급수로를 차단한 것이 치명적인 일격이 되어, 12월 19일에 구명을 조건으로 개성·항복하였다(후타마타성 전투(二俣城の戦い)). 이것으로 도토미 국 북부는 다케다 가문에게 넘어가게 되었다.

### 미카타가하라 전투
후타마타 성 함락 직전에 사쿠마 노부모리(佐久間信盛)와 다키가와 가즈마스(滝川一益) 등이 이끄는 오다 가문의 원군 3천명이 도착하여 도쿠가와 군은 1만 1천여명이 되었으나 여전히 다케다 군과의 병력 차이가 컸기 때문에, 도쿠가와 군은 다케다 군이 본성 하마마쓰성을 노릴 것이라 생각하고, 농성 준비를 한다. 한편, 다케다 군은 12월 22일에 후타마타 성에서 출발하여 엔슈 평야(遠州平野)를 지나 하마마쓰 성을 그냥 지나치고 호리에성(堀江城)을 목표로 삼아 서진하여, 미카타가하라 대지를 통과하려고 하였다.
이러한 사실을 알게 된 이에야스는 일부 가신의 반대를 물리치고, 농성전을 포기하고 미카타가하라에서 다케다 군의 배후를 치기로 결정하여, 하마마쓰 성에서 출격하였다. 같은 날 저녁에 미카타가하라 대지에 도착하였으나 후방을 치기는커녕, 다케다 군은 어린진(魚鱗陣)을 펴고 도쿠가와 군을 맞을 만반의 준비를 하고 있었다. 이에 대해 도쿠가와 군은 학익진(鶴翼陣)을 편 상태로 전투가 시작되었다. 그러나 다케다 군에 대해 병력·전술 면에서 떨어지는 도쿠가와 군에게 승산이 있을리가 없어, 도쿠가와 군은 단 2시간여의 전투로 막대한 피해를 입고 패주하게 된다.
다케다 군의 사상자가 겨우 2백명 정도였는데 비하여, 도쿠가와 군은 도리이 시로자에몬(鳥居四郎左衛門), 나루세 마사요시(成瀬藤蔵)같은 유력 가신과 오다 군의 히라테 히로히데(平手汎秀) 등 많은 무장을 잃고 2천여명의 사상자를 냈다. 이렇게 도쿠가와 군을 유인하여 야전으로 끌어들인 것을 포함하여 전투는 대부분 다케다 군의 계산대로 진행되었으나, 다만 전투 개시 시각이 늦었기 때문에 도쿠가와 군을 궤멸시키지 못하고 이에야스도 놓치고 말았다.

### 이에야스의 패주와 사이가가케 전투
도쿠가와 군의 일방적인 패배로 이에야스는 전사 직전의 상황까지 몰리게 되었으나, 가신 나쓰메 요시노부(夏目吉信)와 스즈키 규자부로(鈴木久三郎)가 이에야스의 대역을 맡은 사이에 몇 안되는 병사의 호위를 받으며 하마마쓰성으로 도망쳐 들어갔다. 이 때, 이에야스가 너무 공포에 쌓인 나머지 대변을 봤다고 전해질 정도로 후의 이가고에(伊賀越え)와 함께 이에야스 인생 최대의 위기로 꼽힌다. 하마마쓰성에 돌아온 이에야스는 모든 성문을 열고 화톳불을 키는 공성계를 썼다. 그리고 유명한 시카미 상을 그리게 하고, 더운물에 만 밥을 먹고 바로 코를 골면서 잤다고 한다.
한편, 하마마쓰까지 추격해온 야마가타 마사카게는 공성계에 걸려들어 성내에 돌입하지 않고 철수하였다. 그날 밤, 한 수 만회해야겠다고 생각한 이에야스는 오쿠보 다다요(大久保忠世) 등에게 명령하여, 하마마쓰 성 북쪽 약 1킬로미터 지점에 위치한 사이가가케 부근의 다케다 군의 숙영지에 야습을 가하였다(사이가가케 전투(犀ヶ崖の戦い)). 혼란에 휩싸인 병사들이 절벽에 떨어져 죽는 등 다케다 군은 상당한 피해를 입었다고 한다.
단, 사이가가케 전투는 도쿠가와 막부에 의해 편찬된 사료에 처음 등장하며, 그 기록에 황당무계한 일화가 많아서 사실 여부는 불투명하다.

## 전투의 결과
다케다 군은 대부분의 병력을 온존한 상태로 도토미국에서 해를 넘기고 동 미카와로 침공하여, 1개월만에 미카와의 방위 요충지 야다 성을 공략하였다(노다성 전투(野田城の戦い)). 그러나 곧 신겐이 병으로 급사하여 다케다 군은 가이국으로 철수하게 되었다. 도쿠가와 가문 뿐만 아니라 오다 가문에게도 큰 위기였으나, 결과적으로 신겐의 병사라는 행운을 만나 무사할 수 있었다.
그 뒤, 다케다 가문은 다케다 가쓰요리가 가독을 상속하나, 그 틈새를 노리고 이에야스는 다케다군 철수 후 반년도 지나지 않은 8월에 나가시노 성을 탈환하는데 성공하였다. 또한 오쿠다이라 사다요시(奥平貞能)·사다마사(貞昌) 부자에 대한 계락도 성공시켜, 그 뒤 벌어진 나가시노 전투에서 크게 유리한 위치를 점하게 되었다.
이에 대해 가쓰요리는 기본적으로 전투의 공적을 유지하는 데는 성공하여, 신겐도 낙성시키지 못했던 다카텐진 성을 함락시키는 등 도토미 국에 대한 영향력을 강화하였다. 그리고 노부나가 포위망의 유지에도 노력하였으나, 나가시노 전투에서 대패하여 모든 것을 잃게 되었다.

## 일화
- 패주하던 이에야스는 도중에 배가 고파, 주막의 노파에게 떡을 사서 먹고 있었는데, 그 때 적이 습격해왔기 때문에 돈을 내지 못하고 도망갔으나 노파가 이에야스를 끝까지 따라가서 돈을 받았다고 한다. 이 일화로부터, 주막이 있어다고 전해지는 지역에는 아즈키모치(小豆餅), 노파가 따라가서 돈을 받았다는 지역에는 제니토리(銭取)라는 지명이 남아 있다. 단, 간신히 죽을 고비를 넘기고 도망가고 있던 이에야스가 주막에 들렸다거나, 말을 탄 이에야스를 노파가 도보로 따라갔다고 생각하기는 어려워 신빙성은 낮은 것으로 보인다.
- 사이가가케 전투 후에 사이가가케 절벽 아래로 추락사한 다케다 병사의 혼령의 신음소리가 들려오게 되어 사람들이 두려움에 떨었다. 그러자 이에야스는 승려를 초정하여 다케다 병사의 넋을 기리는 공양을 하였는데, 그 뒤에는 신음소리가 들리기 않게 되었다는 일화가 있다. 이 공양이 엔슈 대염불(遠州大念仏)의 기원이라고 한다.
- 정월에 문 앞에 소나무나 대나무를 장식하는 가도마쓰(門松)는 헤이안 시대부터 있었던 풍습이나, 현재 일반화되어 있는 방식인 소기(そぎ, 대나무를 비스듬하게 잘라 장식하는 방법)를 처음 한 것은 이에야스라고 한다. 대나무의 일본식 음 다케를 다케다 가문에 빗대어 “(미카타가하라에서는 대패했지만) 다음번에는 꼭 베고 말겠다”는 의미를 담은 것이라고 전해진다.